# Heinrich Severloh
Heinrich Severloh, né à Metzingen (province de Hanovre, Allemagne) le 23 juin 1923 et décédé à Lachendorf (Basse-Saxe, Allemagne) le 14 janvier 2006, est un soldat allemand durant la Seconde Guerre mondiale. 
Il est mitrailleur sur un poste de défense, le WN62 d'Omaha Beach, lors du débarquement de Normandie, le 6 juin 1944. Il acquiert la notoriété après la publication de sa biographie en 2000, dans laquelle il affirme avoir tué ou blessé près de 2 000 des soldats américains qui débarquent sur cette plage ce jour-là alors que le bilan détaillé des pertes à Omaha Beach du côté anglo-américain est de 852 tués, 721 disparus et 2 176 blessés.

## Biographie

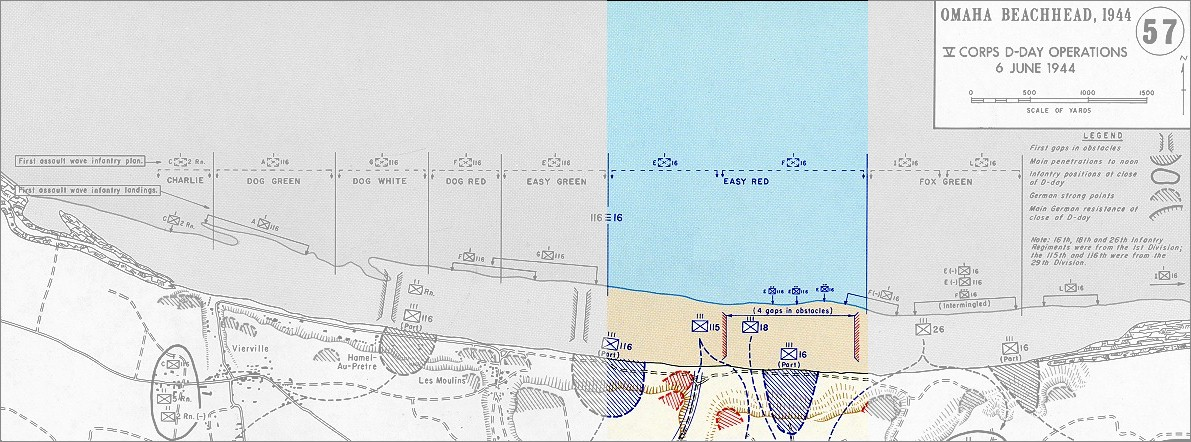
Omaha beach easy red, son secteur de tir.

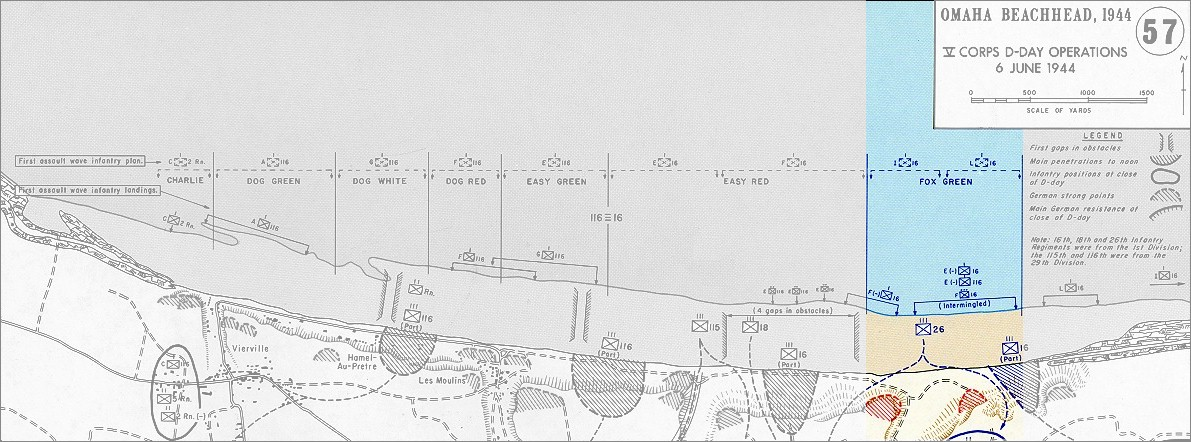
Omaha beach green fox, son secteur de tir.

Heinrich Severloh naît en 1923, dans une ferme de Metzingen dans le sud-ouest de l'Allemagne. 

### Sur le front de l'Est
Au début de la guerre, il est tout d'abord envoyé dans le nord de la France avec son unité, l'AR 321, puis, il est muté sur le front de l'Est et grâce à sa bonne connaissance des chevaux, on lui confie une voiture hippomobile. Blessé, il est jugé inapte au combat sur le front et envoyé en France après sa convalescence.

### Affectation en Normandie
Heinrich Severloh est muté en France le 11 décembre 1943. Il retrouve son ancienne unité, l'AR 321, devenue depuis peu l'AR 352, une batterie d'artillerie de la 352e division d'infanterie. À son arrivée dans le village de Saint-Michel-de-la-Pierre près de Coutances, il effectue un entraînement sous les ordres d'August Wassermeyer, un adjudant-chef qui adopte une discipline stricte, c'est ainsi qu’il subit brimades et vexations quotidiennes.

### Le 6 juin 1944 - Omaha Beach
Dans la nuit du 5 au 6 juin, le Major Werner Pluskat, commandant l'unité, téléphone au lieutenant Frerking et lui ordonne de se rendre à son poste le plus vite possible. Celui-ci est situé dans les dunes de Colleville-sur-Mer, il s'agit du WN 62 (Widerstandsnest 62 c'est-à-dire « nid de résistance 62 »). Severloh l'accompagne, quand ils l'atteignent, il fait encore nuit noire et le jeune caporal s'installe derrière sa mitrailleuse MG 42 placée à droite du poste d'observation du lieutenant Frerking. Au-dessus d'eux, ils entendent le vrombissement produit par les vagues d’avions alliés survolant la côte. Vers 5 heures, Severloh aperçoit d’abord cinq ou six navires au large, puis peu à peu le reste de la flotte de débarquement. Les bombardements alliés débutent. À 6 heures 30, après des tirs de roquettes et d'obus alliés en direction des fortifications allemandes, les GI américains débarquent sur la plage.
Heinrich Severloh commence à prendre pour cible les Américains qui quittent les péniches de débarquement. Il tire comme cela durant plusieurs heures, l'adjudant Pieh de la 716e division d'infanterie le ravitaillant en munitions. Quand les assaillants arrivent à portée de fusil, il utilise alors son Mauser. Par la suite, Severloh se rendra compte qu'il a tiré environ 12 500 cartouches de mitrailleuse et 400 autres avec son fusil. À midi, il a épuisé son stock de munitions classiques et utilise des balles traçantes, ce qui révèle sa position à l'ennemi. Les navires américains bombardent alors son poste de tir. 
Vers 15 h 30, l’infanterie US commence à gagner du terrain et certains éléments gravissent les pentes sur les abords de WN 62 pour nettoyer les retranchements allemands. Le lieutenant Frerking ordonne le repli des survivants de sa position. Severloh a reçu un éclat métallique qui lui a entaillé une joue et a faussé l'axe de visée de son arme. Il rejoint ensuite son chef dans l’abri. Les hommes s'apprêtent à sortir pour se replier. Il ne reste que Severloh, son chef, un soldat de la 716e et deux caporaux qui assuraient les transmissions du point d'appui vers la batterie d'Houtteville (49° 19′ 24″ N, 0° 50′ 37″ O). L'adjudant Pieh a déjà rejoint ses hommes situés en dessus du point d'appui. Les soldats allemands quittent les lieux sous les tirs américains. Frerking est tué.

### Repli vers l'arrière et reddition le 7 juin
Le 7 juin, les Américains sont proches de l'antenne médicale et Severloh décide de se rendre et est fait prisonnier. Le caporal est embarqué pour les États-Unis où il est interné dans un camp à Jackson dans le Mississippi, puis un an en Angleterre où il est affecté à la construction de routes.

### Après-guerre
Libéré en 1946 ou 1947, il retrouve la ferme familiale et aide son père aux travaux des champs. 
En 1984, une équipe de la chaîne ABC le rencontre chez lui à Celle en Allemagne. Pour la première fois, il se confie aux journalistes et leur dit que depuis 1944, il n'a plus jamais touché à une arme à feu. Quelques années plus tard, Severloh souhaite entrer en contact avec ceux contre qui il s'était battu, fait des recherches et retrouve la trace de David Silva qui avait débarqué sur Omaha Beach le 6 juin. Il était devenu aumônier militaire sur la base américaine de Karlsruhe en Allemagne. Après s'être rencontrés, les deux hommes se lient d'amitié, correspondant régulièrement par courrier. Severloh publie ses mémoires en 2000, il répond à plusieurs interviews et dans un documentaire qui lui était consacré, il affirme « ne pas avoir tué pour le plaisir, mais pour rester en vie ». Il est parfois surnommé « la Bête d'Omaha ».
Heinrich Severloh est mort le 14 janvier 2006 à 82 ans[réf. nécessaire].

## Publications
- (de) Heinrich Severloh, WN 62 - Erinnerungen an Omaha Beach Normandie, 6. Juni 1944, Garbsen, Hek Creativ Verlag, 2004, 2e éd. (ISBN 978-3-932922-11-4)
- Heinrich Severloh, WN 62 : Mémoires à Omaha Beach Normandie, 6 juin 1944, Heimdal, 2004, 1re éd., 155 p. (ISBN 978-2-84048-195-9)

## Documentaire
- Omaha beach, le chemin du pardon, documentaire d’Alexander Czogalla et Serge Gordrey, coproduit par Point du Jour et Spiegel TV, 2004. Heinrich Severloh y rencontre un soldat américain débarqué sur Omaha Beach.